# Kanton Antibes-1
Der Kanton Antibes-1 ist ein französischer Wahlkreis im Département Alpes-Maritimes in der Region Provence-Alpes-Côte d’Azur. Er umfasst einen Teilbereich der Gemeinde Antibes und eine weitere Gemeinde im Arrondissement Grasse. Durch die landesweite Neuordnung der französischen Kantone wurde er 2015 neu geschaffen.

## Gemeinden
Der Kanton besteht aus zwei Gemeinden und Gemeindeteilen mit insgesamt 39.802 Einwohnern (Stand: 1. Januar 2022) auf einer Gesamtfläche von 18,10 km²:
| Gemeinde         | Einwohner 1. Januar 2022 | Fläche km² | Dichte Einw./km² | Code INSEE | Postleitzahl |
| ---------------- | ------------------------ | ---------- | ---------------- | ---------- | ------------ |
| Antibes          | 11.223                   | 5,06       | 2.218            | 06004      | 06600, 06160 |
| Vallauris        | 28.579                   | 13,04      | 2.192            | 06155      | 06220        |
| Kanton Antibes-1 | 39.802                   | 18,10      | 2.199            | 0601       | –            |

1. ↑   Nur der südwestliche Teil der Gemeinde, der Rest verteilt sich auf die Kantone Antibes-2, Antibes-3 und Valbonne.

## Politik
| Vertreter im Departementrat | Vertreter im Departementrat    | Vertreter im Departementrat |
| Amtszeit                    | Namen                          | Partei                      |
| --------------------------- | ------------------------------ | --------------------------- |
| 2015–2021                   | Georges Roux Michelle Salucki  | LR UDI                      |
| 2021–                       | Kevin Luciano Françoise Thomel | LR                          |